# Кастелнуово (Тренто)
Кастелнуово (итал. Castelnuovo) је насеље у Италији у округу Тренто, региону Трентино-Јужни Тирол.
Према процени из 2011. у насељу је живело 782 становника. Насеље се налази на надморској висини од 371 м.

## Становништво
| 1931. | 1936. | 1951. | 1961. | 1971. | 1981. | 1991. | 2001. | 2011. |
| ----- | ----- | ----- | ----- | ----- | ----- | ----- | ----- | ----- |
| 1.048 | 963   | 1.012 | 1.007 | 883   | 864   | 833   | 896   | 1.035 |